# Cox Communications
Cox Communications, Inc. (também conhecida como Cox Cable, Cox Broadcasting Corporation, Dimension Cable Services e Times-Mirror Cable) é uma operadora de TV digital americana, empresa de telecomunicações e provedora de serviços de domótica. É também considerada a terceira maior provedora de TV a Cabo dos EUA servindo aproximadamente 6.5 milhões de consumidores. Além disso, está rankeada em sétimo lugar como maior operadora celular do país, servindo mais de 3.2 milhões de pessoas. A sede da empresa está localizada na cidade de Atlanta, no estado de Geórgia. A Cox Communications é uma subsidiária da Cox Enterprises.

## História
A Cox Enterprises expandiu para o mundo da TV a Cabo em 1962, quando comprou um grande número de sistemas em Lewistown, Lock Haven e Tyrone (todos na Pensilvânia). Um pouco depois, foi a vez da compra de mais sistemas, desta vez na Califórnia, Oregon e Washington. Sua empresa subsidiária, Cox Broadcasting Corporation (renomeada em 1982 para Cox Communications), não foi oficialmente formada até 1964, quando foi anunciada como empresa de capital aberto na NYSE (bolsa de Nova Iorque). Em 1985, a Cox Enterprises tornou a subsidiária privada.
Em 1993, a Cox começou a oferecer serviços de telecomunicação para empresas, se tornando a primeira operadora de sistemas a cabo a prestá-los. Isso acabou criando eventualmente a Cox Business, que hoje representa mais de 1 bilhão de dólares em lucro anual. Dois anos depois, a Cox adquiriu os serviços a cabo da Times Mirror. Como resultado a empresa voltou a ter seu capital aberto.
No ano de 1997, a Cox se tornou a primeira empresa de serviços a cabo a oferecer planos de telefonia a seus consumidores. Dois anos depois em 1999, a Cox comprou o serviço de TV a Cabo da Media General em certas cidades do estado de Virgínia. No ano seguinte, foi a vez da compra dos serviços a cabo da Multimedia Cablevision em Kansas, Oklahoma e North Carolina.
Em 2004, a Cox foi acusada pelo Fairfax County Board of Supervisors de violar um acordo com o condado que obrigava a empresa a prover todos os seus consumidores na região com a mais nova internet Fibra Ótica até Junho de 2003. Na data marcada, apenas 30% das residências possuíam o novo serviço. O Board of Supervisors então decidiu multar a Cox em $100 por dia, desde 1 de Julho até o meio de Janeiro de 2006, quando a fibra ótica foi instalada para todos. O custo total foi de aproximadamente 93 mil dólares de acordo com o próprio condado. Ainda em 2004, a Cox Communications anunciou que deveria voltar a se tornar uma empresa privada devido ao descontentamento de acionistas com as recentes ocorrências e planos futuros. Em 2005, a empresa "fechou seu capital" pela segunda vez em sua história.
No dia 14 de Maio de 2007, a Cox anunciou que havia vendido seus investimentos no conglomerado Discovery Inc. para receber em retorno o controle total do Travel Channel e aproximadamente 1.3 bilhões de dólares.Ainda em 2007 a revista DiversityInc nomeou a Cox Communications ao 25º lugar no Top 50 de Empresas a favor da Diversidade. No ano seguinte, foi rankeada em 6º.
Em Fevereiro de 2011 a Cox Communications completou o projeto chamado de Alternative Energy Project (em português, Projeto de Energia Alternativa). O objetivo foi incluir duas células de combustível nas sedes de San Diego e Rancho Santa Margarita, ambas na Califórnia.
Atualmente, a Cox Communications também é dona da Cox Business (que oferece serviços de comunicação e internet para empresas) e da Cox Media (que oferece serviços de marketing empresarial).

## Cox Charities
A divisão do estado de Virgínia da Cox Communications criou a filantrópica Cox Charities, um fundo de beneficência para ONGs focadas no público menor de idade.
Divisões de outros estados também fazem doações para organizações sem lucro, nomeadas do tipo 501(c)(3) nos EUA.

## Privatização
Em 2004 a Cox Enterprises anunciou que iria voltar a privatizar a empresa e tinha a intenção de comprar as ações restantes da Cox Communications. A chamada tender offer (oferta pública realizada por empresas que desejam encerrar suas atividades na Bolsa de Valores) foi realizada e completa em Dezembro de mesmo ano. Desde então, a Cox Communications é uma subsidiária na qual a Cox Enterprises possui todo o controle.

## Serviços Atuais
- Cox Cable TV (TV a Cabo Cox) - A Cox distribui um serviço de TV a Cabo nos Estados Unidos. Desde 1997, o serviço é oferecido em forma digital. Em 2008 foi introduzida a maneira SDV, ou switched digital video. Dentro de alguns de seus pacotes, a Cox oferece o serviço DVR. Dependendo da região, o aparelho é da Motorola, Cisco ou Moxi (descontinuado).[18] A Cox também oferece seu serviço de vídeo sob demanda, que possui programação selecionada de canais disponível mesmo após sua exibição na TV.[19]

- Cox High Speed Internet - A Cox oferece cinco níveis de internet para seus consumidores, independentemente de sua região. As velocidades variam de 10mbps de download/1mbp de upload a 1000mbps de download e upload via fibra.

- Cox Digital Telefone - O serviço provém consumidores uma linha telefônica residencial. Dependendo da área, sistemas híbridos de VoIP são utilizados.

- Cox Homelife - Desde 2010, a Cox oferece sistemas de domótica para seus consumidores.

- Cox Business - A divisão provém para mais de 260 mil empresas um sistema de comunicação completo, que inclui internet, telefone, suporte de vídeo, etc.